# 애총
《애총》은 만화가 한혜연의 (주)대원씨아이의 레이디스 만화잡지 《화이트》에서 2001년에 연재했던 《M노엘》이후로 7년여만의 장편 신작이다. 《팝툰》 33호(2008년 7월 1일)부터 연재가 시작되었다. 연재 시작 전부터 영화 판권을 팔고, 서울애니메이션센터의 2008 해외수출 기획만화 제작지원이 결정되었다. 참고로, '애총'은 어린아이 무덤을 뜻하는 말이다.

## 주요 등장인물
- 김동주

1976년 끔찍한 사고로 동생을 잃고, 그 이후로 귀신을 보는 능력이 생긴 여자. 사건이 일어나고 5년 후에야 실어증에 벗어났으며, 실어증을 치료해준 무당과 비밀을 공유하고 있다. 현재 Y시의 가람 타운하우스를 소유한 회장의 비서로 일하고 있다.
- 김태헌

가람 타운하우스에 살고 있는 남자. 아내 송정화의 7개월 된 아기를 누군가가 배를 절개하고 가져간 끔찍한 사건을 당했다. 무언가 비밀을 숨기고 있다.
- 송정화

김태헌의 부인. 가람 타운하우스에서 배를 절개당하고 아기가 사라지는 끔직한 사고를 당한다.
- 신 반장

현재 Y시 경찰서의 수사 반장. S시에서 미제로 끝난 '한빛나 양 유괴사건'으로 형사 생활을 시작하자마자 큰 타격을 겪은, 아픔이 있는 남자이다.

## 주요 무대
- Y시

1930년대 사이비 종교 백백교의 수중아래 있었던 동네. 1936년에 세 번째 학살 사건이 있었고, 신도시가 들어서자 학살 사건이 있던 자리에 가람 타운하우스가 들어서게 되고, 이상한 사건들이 벌어지게 된다.

## 줄거리

### 프롤로그
1936년 Y읍, 순덕은 마을 사람 대부분이 신자인 백백교의 '상제님을 영접'하는 것을 보기 위해서 마을 뒷산으로 허겁지겁 달려가지만 거기에서 자신을 뺀 아이들이 '신궁'으로 보낸다는 이유로 암매장되는 장면을 목격하고, 너무 놀라서 그만 들키고 만다. 바로 그것은 백백교의 세 번째 학살 사건이었다.

1976년 서울, 동민은 풍로에 불을 붙이는 장난을 하다가 풍로가 넘어져 그만 집에 화재가 난다. 그로 인해, 시장에서 야채 장사를 하던 동민의 부모는 허겁지겁 집으로 들어가 동민을 구출하지만, 구출한 아이는 동민이 아니라 동민의 옷을 입은 누나 동주였다. 결국 동민은 불에 타 죽고, 동주 아버지는 화병으로 사망하고, 동주는 그 사건으로 인한 충격으로 5년간 실어증에 걸리게 된다. 그동안 동주의 눈에는 불에 타 죽은 동민의 유령이 보이게 된다. 결국 동주를 보다 못한 동주 어머니는 동주를 고치기 위해 영험하다는 무당집으로 데려가고, 무당은 동민의 유령을 보고 유령을 동주에게서 제거한다. 그 순간, 동주의 말문이 다시 트이게 된다. 동주는 귀신을 보는 능력으로 무당 뒤에서 Y읍의 백백교에 의해서 학살당한 아이들의 유령을 보게 되고, 무당은 동주에게 귓속말로 무언가 중요한 사실을 얘기한다.

### 제1장: 학살의 밤
Y읍이 신도시로 개발된 현재의 Y시, 가람 타운하우스에 입주한 김태헌은 옆집의 장만택 선생의 생일에 초대받아 회의가 끝나고 장만택씨의 집에 가지만, 문에 굳게 닫혀있고 창문 너머로 한 여자의 시체가 보였다. 놀란 태헌은 창문을 깨고 집으로 들어가 장만택씨 일가가 모두 칼에 찔려 죽어 있는 것을 보게 된다. 태헌은 아내 정화를 찾지만, 결국 정화는 2층에서 산 채로 배가 절개되어 7개월 된 아기가 사라진 채로 발견된다.

### 제2장: 무덤 위의 아프리칸 바이올렛
송정화는 가까스로 정신을 차리게 되지만, 아직도 사건은 수수께끼에 싸여있다. 한편, 사건 현장에서 발견된 식칼에는 피해자들의 지문 외에는 다른 지문이 나오지 않아 사건에 애를 겪게 된다. 그리고, 특종을 쫓는 신문기자인 곽 기자는 송정화의 아기가 사라진 사건을 알아차게 된다.

## 같이 보기
- 팝툰
- 팝툰 컬렉션